# Confederación Empresarial Española de la Economía Social
La Confederación Empresarial Española de la Economía Social (CEPES) es una organización que representa a las empresas de la economía social en España.
Fundada en 1992, la organización cuenta con 23 socios que se organizan en las comunidades autónomas españolas a través de 200 estructuras de apoyo.
Los objetivos de CEPES incluyen:
a) Integrar a todo el sector de economía social española.
b) Ser portavoz de estas inquietudes sociales, trabajando en coherencia con los planteamientos europeos y más explícitamente con lo definido en el órgano de representación unitaria de la economía social europea (CEP-CMAF).
c) Ser un observador especializado del crecimiento y evolución de la economía social, analizando su desarrollo y proponiendo formas y procesos favorecedores que apoyen la cohesión social.
d) Desarrollar sistemas formativos y orientativos que potencien las capacidades del emprendedor.
e) Provocar instrumentos que faciliten el intercambio empresarial y su gestión comercial desde las posibilidades de la internacionalización.
f) Coordinar, la "Red Euromediterránea de Economía Social" (Grecia, Italia, Francia, Portugal y España) con dos objetivos:

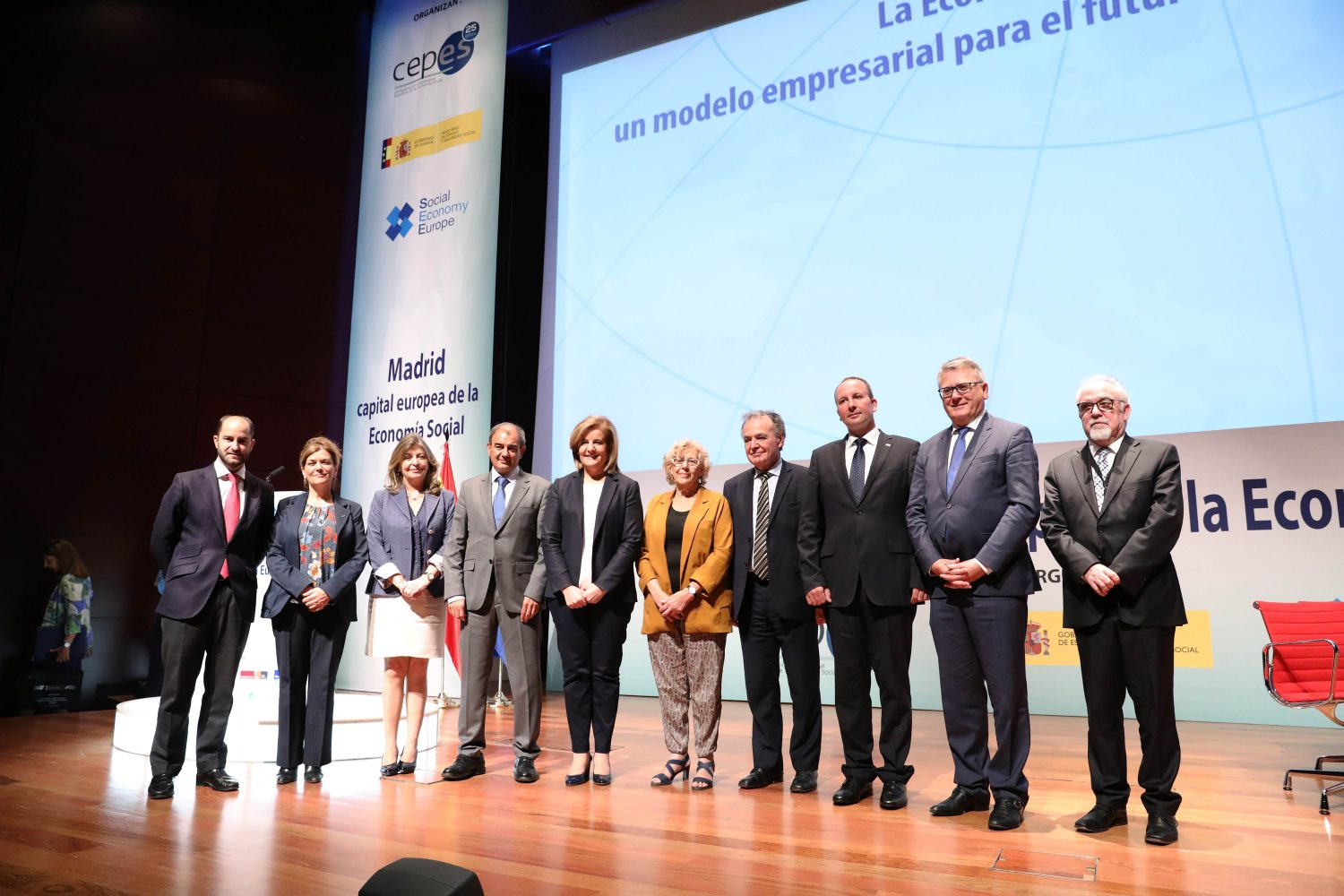
Madrid Capital de la Economía Social. Madrid, 2017. En la foto, Juan Antonio Pedreño, Fátima Báñez y Manuela Carmena.

- homogeneizar el concepto de economía social en el sur de Europa.
- procurar un mejor equilibrio competitivo de este tipo de empresas en toda la Cuenca, especialmente teniendo en cuenta que en el 2010 se establecerá como zona de libre comercio.

g) Representar a la economía social de España en los foros europeos.

## Premios
- Medalla de Oro al Mérito en el Trabajo (2016)[1][2]